# Heinkel He 51
Heinkel He 51 − jednoosobowy dwupłat skonstruowany przez wytwórnię lotniczą Heinkel, używany przez Luftwaffe, początkowo jako myśliwiec oraz jako wodnosamolot, później jako samolot szturmowy i treningowy.

## Historia
Heinkel He 51 powstał jako rozwinięcie konstrukcji He 49, której pierwszy prototyp został oblatany w listopadzie 1932 roku. Ponieważ samolot ten wykazywał pewne braki konstrukcyjne, zespół projektantów wytwórni Heinkel postanowił zmienić konfigurację płatowca, poprawiając jego aerodynamikę i jednocześnie zmniejszając masę. Poprawki doprowadziły do powstania nowego typu samolotu, którego pierwszy egzemplarz został oblatany w maju 1933. W związku z zainteresowaniem Ministerstwa Obrony Rzeszy nowym typem myśliwca, zakłady Heinkel otrzymały zamówienie na wyprodukowanie dziewięciu przedseryjnych egzemplarzy Heinkla He 51A. Pomimo krytycznych uwag pilotów, przyzwyczajonych do latania na wolniejszych Arado Ar 65, stanowiących dotychczasowe wyposażenie eskadr myśliwskich, ministerstwo zdecydowało o jak najszybszym rozpoczęciu produkcji seryjnej.
Pierwsze seryjne egzemplarze opuściły zakłady Heinkla w kwietniu 1935 roku. Ponieważ możliwości produkcyjne tej wytwórni okazały się być zbyt małe, produkcja miała być rozpoczęta także w zakładach Arado, Fieseler i kilku mniejszych.
Kolejne wersje produkcyjne różniły się od prototypu jedynie szczegółami konstrukcji i wyposażenia. Skonstruowano także i wyprodukowano w 38 egzemplarzach wersję pływakową He 51W, dostarczoną do dwóch eskadr lotnictwa morskiego.

## Służba

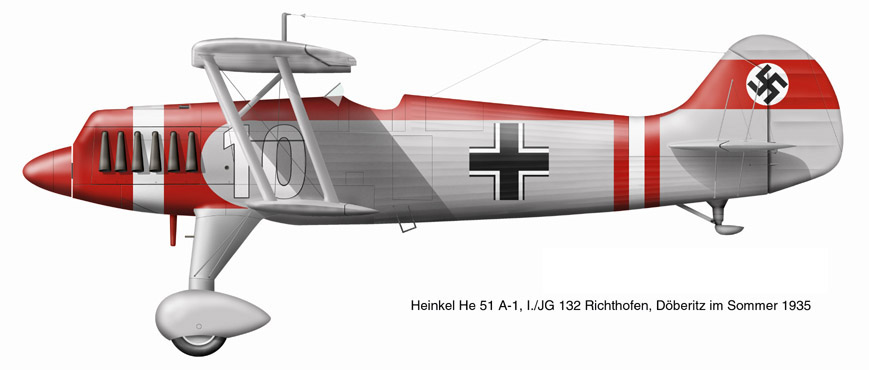
Heinkel He 51 A-1 of JG 132model

W 1936 roku zdecydowano o wysłaniu do Hiszpanii sześciu samolotów He 51, by walczyły w hiszpańskiej wojnie domowej. Początkowo używane były tam do zadań myśliwskich, później, po dostarczeniu do Legionu Condor nowoczesnych myśliwców Bf 109, do wsparcia oddziałów lądowych. He 51 były także wykorzystywane przez lotnictwo gen. Francesco Franco, głównie w wersji wsparcia wojsk lądowych. 
w 1937 roku Bułgaria zakupiła 20 maszyn w wersji He 51B. Służyły one początkowo w jednostkach współpracy z armią lądową, potem zaś w szkołach lotniczych.